# Кравчик, Моника
Моника Кравчик (пол. Monika Krawczyk, род. 1972, Ольштын) — польская общественная деятельница и адвокат.

## Жизнь и деятельность
По профессии Моника адвокат. С 2004 по 2019 год она занимала должность управляющего директора Фонда сохранения еврейского наследия в Польше. В 2014–2018 годах она принимала участие в работе Общественного совета при директоре Музея истории польских евреев Полин, а в 2015–2017 годах была членом Консультативного совета при Управлении по охране памятников Мазовецкого воеводства. С января по сентябрь 2019 года она занимала пост председателя Религиозного союза еврейских общин в Республике Польша. В 2019 году она была кандидатом на должность директора Музея истории польских евреев Полин.
С 1 января 2021 года по 20 марта 2024 года, назначенная министром культуры и национального наследия Петром Глиньским, она занимала должность директора Еврейского исторического института, сменив на этом посту Павла Шпевака.

## Награды
- Офицерский крест Ордена Возрождения Польши (2010)[1]
- Медаль «Восстание в Варшавском гетто»[пол.] Ассоциации еврейских ветеранов и жертв Второй мировой войны[пол.] — за увековечение памяти еврейских борцов и жертв Холокоста (2011)[3]
- Премия министра культуры и национального наследия (2019)[3]
- Почётный знак МИД Польши «Bene Merito» (2021)[4]